# Меледо (Виченца)
Меледо је насеље у Италији у округу Виченца, региону Венето.
Према процени из 2011. у насељу је живело 2484 становника. Насеље се налази на надморској висини од 42 м.